# Remigia exscindens
Remigia exscindens är en fjärilsart som beskrevs av Walker 1858. Remigia exscindens ingår i släktet Remigia och familjen nattflyn. Inga underarter finns listade.